# Świerzna (dopływ Widawy)
Świerzna (również: Świerzyna, niem. Schwierse) – rzeka o długości 23 lub 24,61 km będącą prawobrzeżnym dopływem Widawy.

## Przebieg

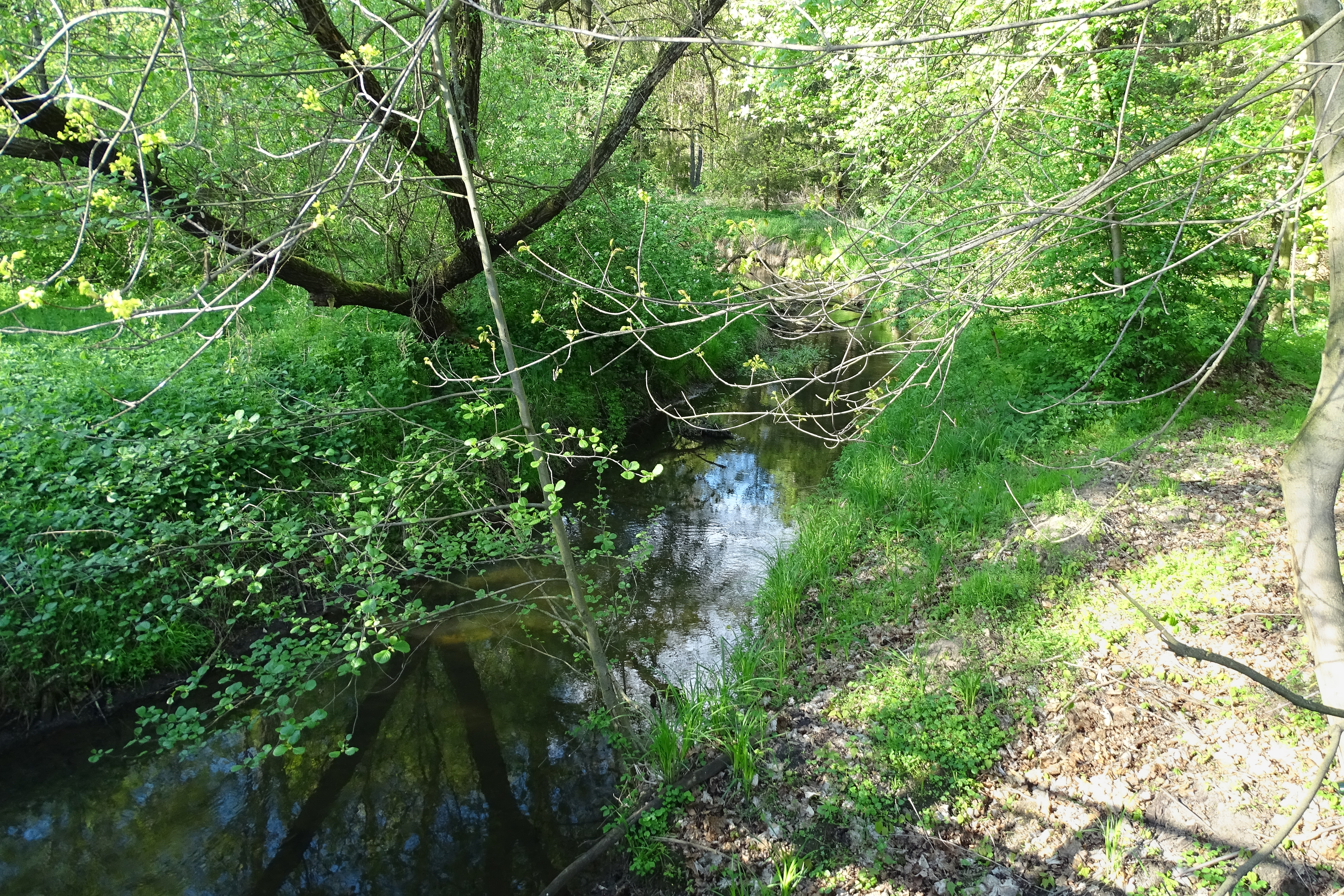
Rzeka Świerzna między Krzeczynem a Ligotą Małą w kwietniu 2023 roku.

Rzeka Świerzna posiada dwa źródła, w Poniatowicach i w pobliżu Jemielnej. Oba znajdują się na wysokości około 200 m n.p.m. Początkowo płynie terenem niezalesionym w kierunku zachodnim, mija Stronię po czym przecina wieś Zarzysko, gdzie opływa pozostałości średniowiecznego grodziska. Następnie mija Wszechświęte i wpływa do Wyszogrodu. Dalej, po około 4 kilometrach przecina drogę wojewodzką nr 451 i wpływa do Świerznej. Ostatnią miejscowością położoną nad Świerzyną jest Ligota Wielka. Po minięciu Ligoty rzeka płynie jeszcze przez około 1,5 kilometra w kierunku zachodnim, po czym na wysokości pozostałości dawnego grodziska (Grodzisko Bystre, XI–XII w./XIII–XIV w.) gwałtownie zmienia kierunek biegu na południowy. Dalej biegnie niezalesionym obszarem położonym między wsiami Krzeczyn i Ligota Mała, po czym wpływa na teren rezerwatu Lasy Grędzińskie – obszaru objętego ochroną Natura 2000. Rzeka Świerzna uchodzi do będącej prawobrzeżnym dopływem Odry rzeki Widawy. Ujście znajduje się na wysokości 132 m n.p.m.

## Opis
Świerzna jest rzeką nizinną III rzędu, o długości 23, 24,61 lub 24,74 km i powierzchni zlewni wynoszącej 93,97 km². Rzeka posiada kilka dopływów IV i V rzędu (m.in. potok Ciesielska Woda), jest także zasilana przez liczne rowy melioracyjne i strugi. W jej zlewni znajduje się 9 stawów. Według danych z 2009 w wodach Świerznej przekroczone zostały dopuszczalne normy NNH4, NO2 i NH3, co czyni rzekę środowiskiem nieprzyjaznym dla bytowania ryb karpiowatych. W 2007 roku w punkcie ujściowym jej wody pod względem zanieczyszczeń organicznych i biogennych mieściły się w III klasie czystości, a jedynymi parametrami niespełniającymi norm tej klasy były azotany i azot ogólny, co mogło sugerować odprowadzanie nieoczyszczonych ścieków. Wzdłuż rzeki na terenie rezerwatu Lasy Grędzińskie rozciąga się kompleks grądowy, skupiska dąbrowy oraz łąk ekstensywnych, który stanowi ostoję dla występujących w tym miejscu płazów m.in. kumaków nizinnych, rzekotek drzewnych i traszek. Rzeka Świerzna podlega pod obwód rybacki rzeki Widawa nr 3, należący do koła PZW Wrocław.